# اندیس مهدی‌آباد
مهدی آباد یک اندیس فلزی است که در حوالی شهر بافق استان یزد قرار دارد و مادهٔ معدنی موجود در آن، مس است.  